# Дансько-єгипетські відносини
Дансько-єгипетські відносини — зовнішні відносини між Данією та Єгиптом. Данія має посольство в Каїрі та консульства в Суеці, Порт-Саїді та Каїрі. Єгипет має посольство в Копенгагені. Обидві країни є членами Середземноморського союзу.
Конфверсія Jyllands-Posten щодо карикатур на Мухаммеда у 2006 році спричинила дипломатичну кризу між Данією та Єгиптом.
Після візиту Пера Стіга Меллера до президента Хосні Мубарака у 2008 році, Мубарак назвав двосторонні відносини хорошими та плідними, висловив підтримку їх подальшому розширенню, особливо в економічній співпраці.

## Політичні відносини
Міністр закордонних справ Єгипту Абул Гейт написав кілька листів прем'єр-міністру Данії та Генеральному секретарю Організації Об'єднаних Націй, пояснюючи, що вони не хочуть, щоб прем'єр-міністр переслідував Jyllands-Posten; вони лише хотіли, щоб «офіційна данська заява підкреслювала необхідність і зобов'язання поважати всі релігії та утримуватися від образ на своїх відданих, щоб запобігти ескалації, яка мала б серйозні та далекосяжні наслідки». Згодом єгипетський уряд відіграв провідну роль у розв'язанні проблеми на Близькому Сході.
Єгипетська газета al-Fagr передруковує деякі карикатури, описуючи їх як «продовжувану образу» та «расистську бомбу» і стверджує, що вони є блюзнірством для людей мусульманського віросповідання, мають на меті принизити данську меншість або є проявом незнання історії західного імперіалізму.

### Реакція Данії на єгипетську революцію 2011 року
Під час єгипетської революції 2011 року міністр закордонних справ Лене Есперсен рішуче засудила ймовірні дії єгипетської влади проти протестів. Дансько-палестинський політик Насер Хадер закликав Мубарака піти у відставку. Міністерство закордонних справ Данії також застерегло від усіх поїздок до Єгипту.

## Співпраця
У 1940-х роках комерційний обмін між Данією та Єгиптом становив 7 мільйонів данських крон. Угода про культуру, науку та освіту була підписана 29 жовтня 1972 року. У 1970 році Данія допомогла Єгипту 9,7 мільйонами данських крон за пшеницю та борошно.

## Допомога розвитку
З 1989 по 2008 рік Єгипет був програмною країною для Данії. 6 мільярдів доларів було виділено на підтримку єгипетських проєктів, включаючи вітряну електростанцію в Зафарані поблизу Айн-Сухна.

## Візити на високому рівні
У жовтні 2008 року Пер Стіг Меллер відвідав Хосні Мубарака. Хосні Мубарак відвідав Данію 17 грудня 2009 року. Делегація Єгипетського комітету з освіти відвідала Данію у 2007 році.

## Енергетика
Єгипет і Данія поглиблюють партнерство у відновлюваній енергетиці
Міністр електроенергетики Єгипту сказав, що уряд наполегливо працював зі своїми партнерами з розвитку, щоб подолати проблеми в електроенергетиці.
Міністр електроенергетики та відновлюваної енергетики Єгипту Мохамед Шакер зустрівся з послом Данії в Єгипті Свендом Оллінгом, щоб обговорити покращення інвестиційних можливостей і співпраці в суміжній сфері відновлюваної енергії.
Партнерство стало результатом угоди між міністерствами міжнародного співробітництва та електроенергетики Єгипту та енергетичним агентством міністерства клімату, енергетики та комунальних послуг Данії. Єгипетсько-данська програма енергетичного партнерства (2019—2022) спрямована на просування зеленої трансформації Єгипту, а також на інвестиції у відновлювані джерела енергії.
Шакер заявив, що уряд Єгипту наполегливо працював зі своїми партнерами з розвитку, щоб подолати проблеми в секторі електроенергії.